# Noël De Cock
Pour les articles homonymes, voir De Cock.
Noël De Cock, né le 2 janvier 1939, est un joueur de football belge, qui occupait le poste de défenseur. Surtout connu pour les cinq saisons qu'il passe au FC Bruges au début des années 1960, il joue le reste de sa carrière dans les divisions inférieures.

## Carrière
Noël De Cock commence le football au FC Balgerhoeke, un petit club belge évoluant dans les séries provinciales. En 1961, il est recruté par le FC Bruges, un club de première division. Mis à part lors de la saison 1962-1963, il est plus souvent réserviste que titulaire. Il quitte le club en 1966 pour rejoindre le SK Roulers, en Division 3. Il joue ensuite pour le KFC Eeklo, le SV Boelare et le SK Maldegem, avant de prendre sa retraite.

### Statistiques saison par saison
| Saison    | Club      | Pays  | Championnat | Championnat | Coupe   | Coupe | Europe  | Europe | Total   | Total |
|           |           |       | Matches     | Buts        | Matches | Buts  | Matches | Buts   | Matches | Buts  |
| --------- | --------- | ----- | ----------- | ----------- | ------- | ----- | ------- | ------ | ------- | ----- |
| 1961-1962 | FC Bruges |       | 7           | 1           | 0       | 0     | 0       | 0      | 7       | 1     |
| 1962-1963 | FC Bruges |       | 29          | 0           | 0       | 0     | 0       | 0      | 29      | 0     |
| 1963-1964 | FC Bruges |       | 14          | 0           | 3       | 0     | 0       | 0      | 17      | 0     |
| 1964-1965 | FC Bruges |       | 0           | 0           | 0       | 0     | 0       | 0      | 0       | 0     |
| 1965-1966 | FC Bruges |       | 8           | 0           | 1       | 0     | 0       | 0      | 9       | 0     |
| TOTAL     | TOTAL     | TOTAL | 58          | 1           | 4       | 0     | 0       | 0      | 62      | 1     |